# Diocesi di Voncaria
La diocesi di Voncaria (in latino Dioecesis Voncariensis) è una sede soppressa e sede titolare della Chiesa cattolica.

## Storia
Voncaria, forse identificabile con le rovine di Boghar nell'odierna Algeria, è un'antica sede episcopale della provincia romana della Mauritania Cesariense.
Sono due i vescovi noti di questa diocesi africana. Alla conferenza di Cartagine del 411, che vide riuniti assieme i vescovi cattolici e donatisti dell'Africa romana, partecipò per parte donatista Felix Boncarensis, che dichiarò di non avere competitore cattolico nella sua diocesi.
Il secondo vescovo è Donato, episcopus Voncariensis, il cui nome appare al 62º posto nella lista dei vescovi della Mauritania Cesariense convocati a Cartagine dal re vandalo Unerico nel 484; Donato, come tutti gli altri vescovi cattolici africani, fu condannato all'esilio.
Dal 1933 Voncaria è annoverata tra le sedi vescovili titolari della Chiesa cattolica; dal 15 marzo 2025 il vescovo titolare è Paul Nguyễn Quang Đĩnh, vescovo ausiliare di Hưng Hóa.

## Cronotassi

### Vescovi residenti
- Felice † (menzionato nel 411) (vescovo donatista)

- Donato † (menzionato nel 484)

### Vescovi titolari
- Léon Klerlein, C.S.Sp. † (8 aprile 1935 - 22 maggio 1950 deceduto)
- Enrique Rau † (20 marzo 1951 - 23 ottobre 1954 nominato vescovo di Resistencia)
- Pio de Freitas Silveira, C.M. † (19 gennaio 1955 - 19 maggio 1963 deceduto)
- Marie-Georges Petit † (31 agosto 1963 - 13 gennaio 1970 deceduto)
- Joseph-Martin Urtasun † (25 giugno 1970 - 10 dicembre 1970 dimesso)
- José Alí Lebrún Moratinos † (21 settembre 1972 - 24 maggio 1980 succeduto arcivescovo di Caracas)
- Virgilio Noè † (30 gennaio 1982 - 28 giugno 1991 nominato cardinale diacono di San Giovanni Bosco in via Tuscolana)
- Javier Navarro Rodríguez (15 aprile 1992 - 20 gennaio 1999 nominato vescovo di San Juan de los Lagos)
- Leopoldo González González (18 marzo 1999 - 9 giugno 2005 nominato vescovo di Tapachula)
- Santiago María García de la Rasilla Domínguez, S.I. † (11 novembre 2005 - 13 agosto 2018 deceduto)
- Paul Nguyễn Quang Đĩnh, dal 15 marzo 2025